# مونيكا أبوت
مونيكا أبوت (بالإنجليزية: Monica Abbott) هي لاعبة كرة لينة أمريكية، ولدت في 20 يوليو 1985 في سانتا كروز في الولايات المتحدة.

## وصلات خارجية
- الموقع الرسمي
- مونيكا أبوت على موقع اللجنة الأولمبية الدولية (الإنجليزية)
- مونيكا أبوت على موقع أوليمبيديا (الإنجليزية)
- مونيكا أبوت على موقع اللجنة الأولمبية والبارالمبية الأمريكية (الإنجليزية)
- مونيكا أبوت على موقع الجمعية الدولية للألعاب العالمية (الإنجليزية)